# 夜のガスパール

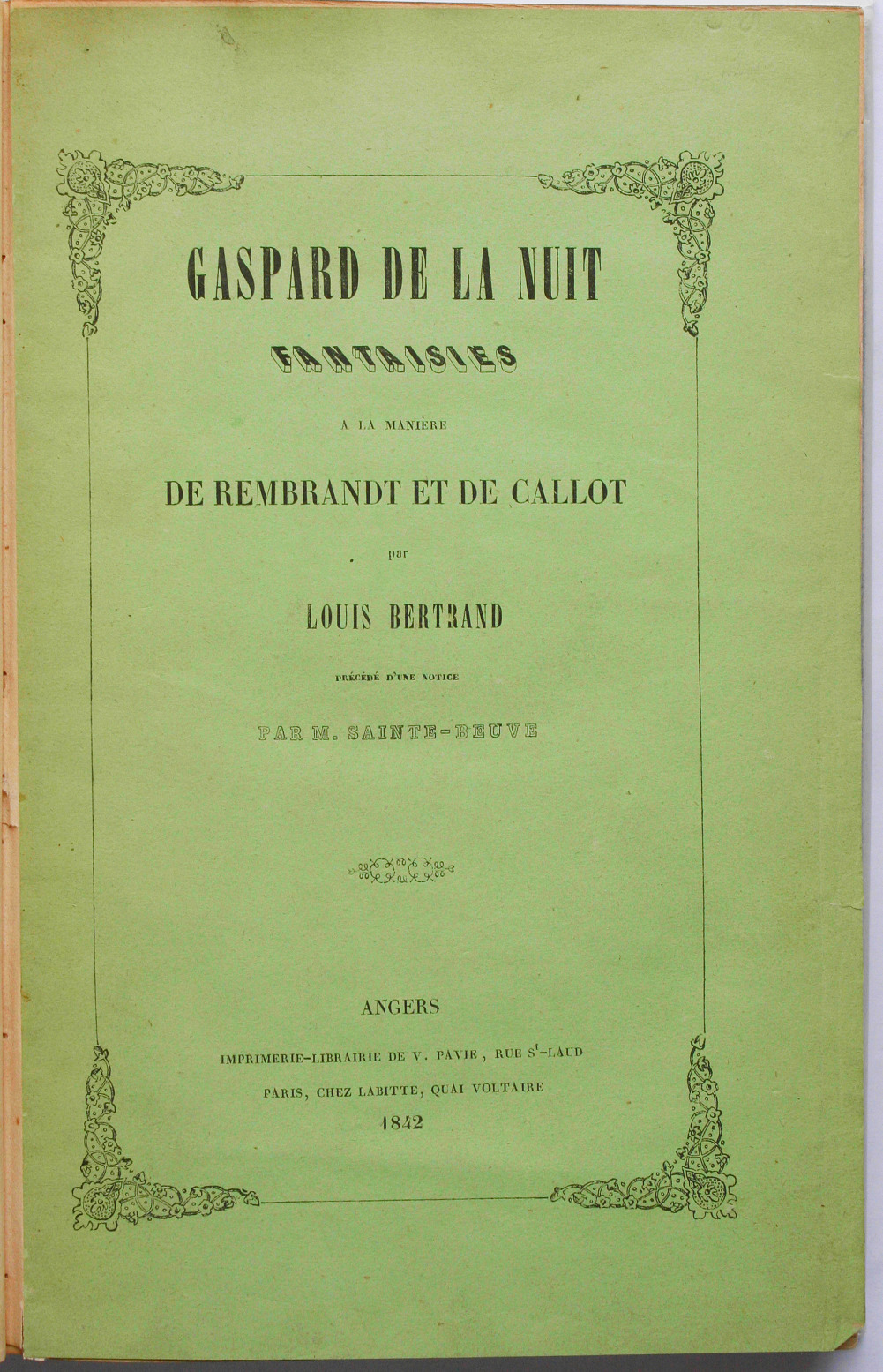
『夜のガスパール』初版本

『夜のガスパール』（よるのガスパール、Gaspard de la nuit）は、フランスの詩人ルイ・ベルトランによる詩集である。
モーリス・ラヴェルが作曲したピアノ独奏のための同名の組曲は、この詩集に収められた3篇の詩を題材としている。

## 概要
『夜のガスパール』は、ルイ・ベルトラン（雅号アロイジウス、1807年 - 1841年）の遺作詩集である。ベルトランは生前は無名だったが、没後再評価された。
1842年に アンジェとパリで、友人の彫刻家ダヴィッドの努力により、Victor Pavie書店で刊行された。著者の序2、ヴィクトル・ユーゴーへの献辞、詩52篇、断篇13篇で構成されている。1842年の初版にはシャルル＝オーギュスタン・サント＝ブーヴの序があるが、再刊出版では省かれる版が多い。作者原稿に基づくゲカン版（1925年）が定本とされている。断篇とされた13篇を除く部分は、1836年に成立していた。
西洋文学で散文詩という様式を確立し、ボードレールの散文詩に大きな影響を与えた。アンドレ・ブルトンは、幻想性に注目し評価した。

## 日本語訳
- 伊吹武彦 訳、青木書店、1939年、全訳
  - 伊吹武彦 訳、改訳『世界名詩集』15巻に収録、平凡社、1969年、序2+ユーゴーへの献辞+正編52+「絞首台」
- 城左門 訳、操書房、1948年、抜粋
- 及川茂 訳、岩波文庫、1991年／水声社 1992年、全訳